# TeXnicCenter
TeXnicCenter (TXC) ist ein freier Texteditor für LaTeX-Dokumente für Windows.
Integrierte Funktionen erleichtern unter anderem die Strukturierung, Formatierung und Texthervorhebung der Dokumente – Einstellungen, die bei LaTeX als Markup-Befehle direkt in den Text geschrieben werden. Trotzdem ist TeXnicCenter kein WYSIWYG-Editor. Es wird weiterhin nur der LaTeX-Quelltext bearbeitet, allerdings mit integrierter Syntaxhervorhebung. TeXnicCenter bietet außerdem eine einfache Installation und Konfiguration, setzt jedoch ein bereits installiertes LaTeX-Programmpaket (z. B. MiKTeX) voraus.
TeXnicCenter wurde in der Programmiersprache C++ geschrieben. Es steht unter der GNU General Public License (GPL).

## Geschichte
1999 begann Sven Wiegand die Entwicklung von TeXnicCenter und Ende 1999 erschien die erste Beta. Weitere Beta-Versionen wurden in unregelmäßigen Abständen veröffentlicht, Ende 2008 gab es den Release Candidate einer ersten Stable-Version.
Einhergehend mit der neuen Version ergaben sich auch neue Verantwortlichkeiten für das Projekt. So ist Tino Weinkauf nun der offizielle Verwalter des Projektes, wohingegen Sven Wiegand die Funktion des Webmasters übernimmt.
Die nächste Veröffentlichung erfolgte erst Ende 2012 mit einer Betaversion. Die daraus resultierende Version 2.0 Stable kam 2013 heraus.

## Funktionen
TeXnicCenter ist ein Texteditor-Programm, das zusätzliche Funktionen für das Arbeiten mit LaTeX anbietet und ist mit anderen integrierten Entwicklungsumgebungen für andere Programmiersprachen vergleichbar. Es hält LaTeX-Bausteine als Icons oder Tastenkombinationen bereit, sodass ein Eintippen der manchmal langen Bausteine überflüssig wird (z. B. für mathematische Zeichen, Textausrichtung, Schriftgrößen etc.). Weiterhin wird eine umfangreiche Projektverwaltung geboten, und externe Programme, wie BibTeX oder MakeIndex können leicht eingebunden werden. Das Übersetzen der LaTeX-Quelltexte in DVI, PostScript oder PDF wird ebenfalls per Tastenkombination oder Icon gesteuert. Treten Fehler auf, so kann per Mausklick direkt in den Quelltext zum Fehler gesprungen werden. TeXnicCenter unterstützt seit der 2009 erschienenen Version 2.0 Alpha 1 Unicode als Zeichenkodierung.

## Zusammenarbeit mit anderer Software

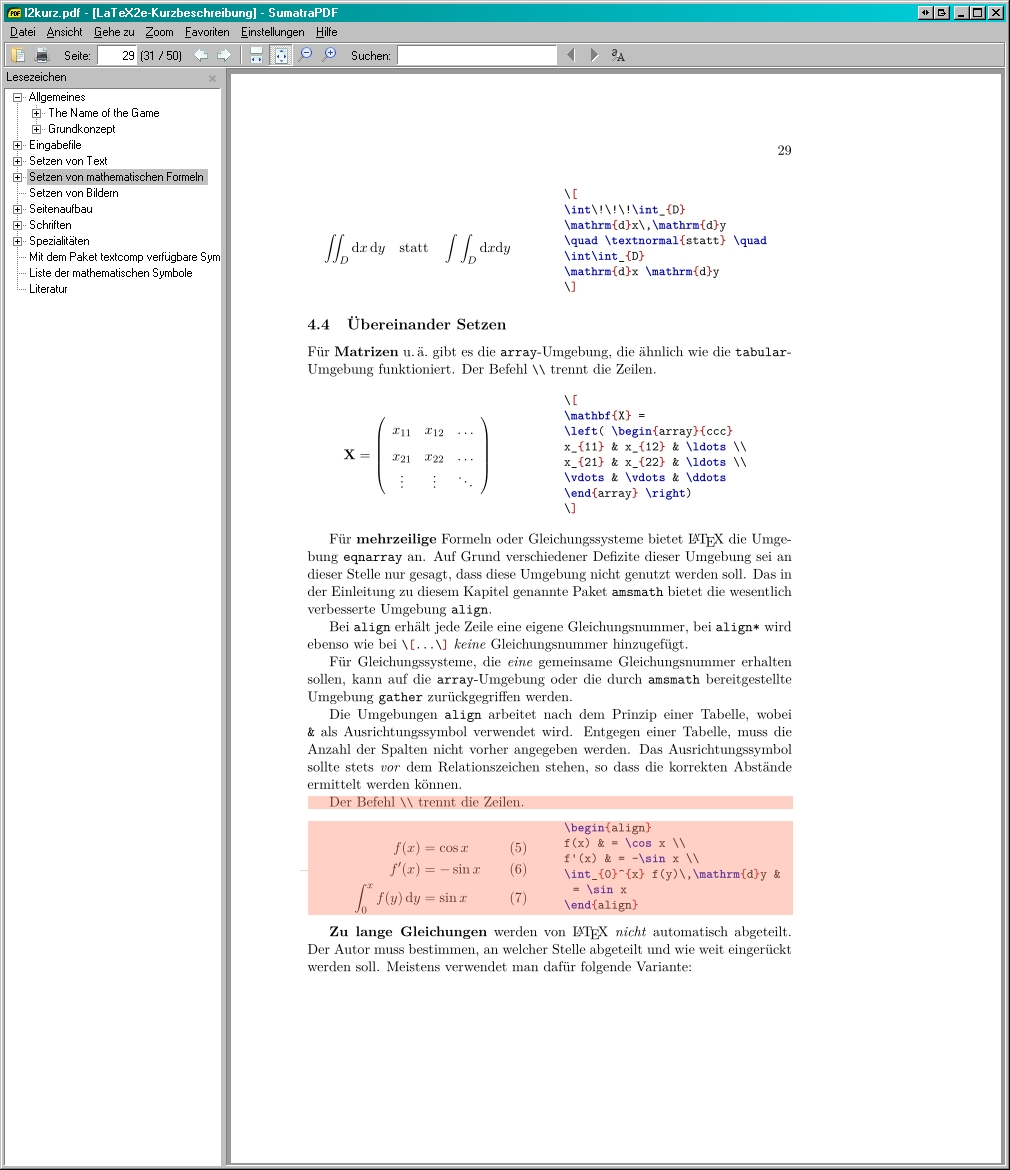
„forward search“ mit Sumatra PDF im oben abgebildeten Quelltext, der Kursor steht dabei vor „\begin{align}“, so dass die gesamte mathematische Formel hervorgehoben wird

Das Programm wurde für die Zusammenarbeit mit der MiKTeX-Distribution entworfen. Bei der Installation wird MiKTeX erkannt und automatisch eingebunden. TeXnicCenter kann aber auch mit anderen TeX-Distributionen (TeX Live, proTeXt) verwendet werden. Ebenso wird das jeweilige unter Windows mit der Dateiendung *.pdf registrierte Standardprogramm selbstständig als Betrachter für die erstellten PDF-Dokumente ausgewählt.
TeXnicCenter kann für die automatisierte Verwendung des eingestellten PDF-Viewers zur Anzeige von neu kompilierten PDF-Dateien eingerichtet werden. Über sogenannte DDE-Aufrufe können die PDF-Dateien sowohl im Viewer geöffnet als auch geschlossen werden. Letzteres ist bei einigen PDF-Viewern nötig, um die Dateien neu kompilieren zu können. Die DDE-Aufrufe lassen sich beispielsweise einrichten für Sumatra PDF, Adobe Reader oder PDF-XChange Viewer. Dabei ist mit dem Sumatra-PDF-Betrachter auch die Realisierung der sog. „forward/inverse search“ möglich, wo gezielt von einer Position im Quelltext zur entsprechenden Position in der PDF-Ausgabe gesprungen werden kann. Auch in umgekehrter Richtung ist die Navigation vom PDF-Dokument an die entsprechende Stelle im Quelltext möglich.